# Comusia decolorata
Comusia decolorata är en skalbaggsart som först beskrevs av Francis Polkinghorne Pascoe 1866.  Comusia decolorata ingår i släktet Comusia och familjen långhorningar. Inga underarter finns listade i Catalogue of Life.